# Olomučany
Obec Olomučany se nachází v okrese Blansko v Jihomoravském kraji, necelé 4 km jihovýchodně od Blanska. Žije zde přibližně 1 100 obyvatel.

## Název
Na vesnici bylo přeneseno původní pojmenování jejích obyvatel Olomučané, které znamenalo "lidé (přišlí) z Olomouce" nebo "lidé poddaní Olomouci".

## Historie
První písemná zmínka o obci pochází z roku 1346, kdy hrad Olomučany vlastnili Jindřich, Pertold a Čeněk z Lipé. Archeologické nálezy na katastru obce jsou dokladem toho, že území bylo osídleno již v 8. a 9. století. Obyvatelé se v té době zabývali výrobou železa, neboť v katastru obce se vyskytovala železná ruda a dostatek dřeva na její tavení. Ruda se kutala až do konce 17. století pro hutě a hamry v Blansku a Adamově. Taktéž kácení lesa a pálení uhlí bylo zaměstnání občanů od založení obce. Dokladem toho je pečeť z roku 1353, na níž jsou znázorněny dvě zkřížené sekery.
Vývoj obce byl úzce spjat s osudy Nového hradu. Jako součást novohradského panství je vesnice uváděna roku 1562, kdy ji vlastnil Albrecht Bučovický z Boskovic. V obci se projevily následky válek, nemocí a jednání tehdejší vrchnosti. Nový hrad často měnil své majitele, především od dob svého založení v roce 1371 až do roku 1597, kdy přešel do držení rodu Liechtensteinů. V roce 1645 se Nového hradu zmocnila švédská vojska, která hrad vyrabovala a vypálila. Tyto události jsou spojeny s největším úpadkem obce.

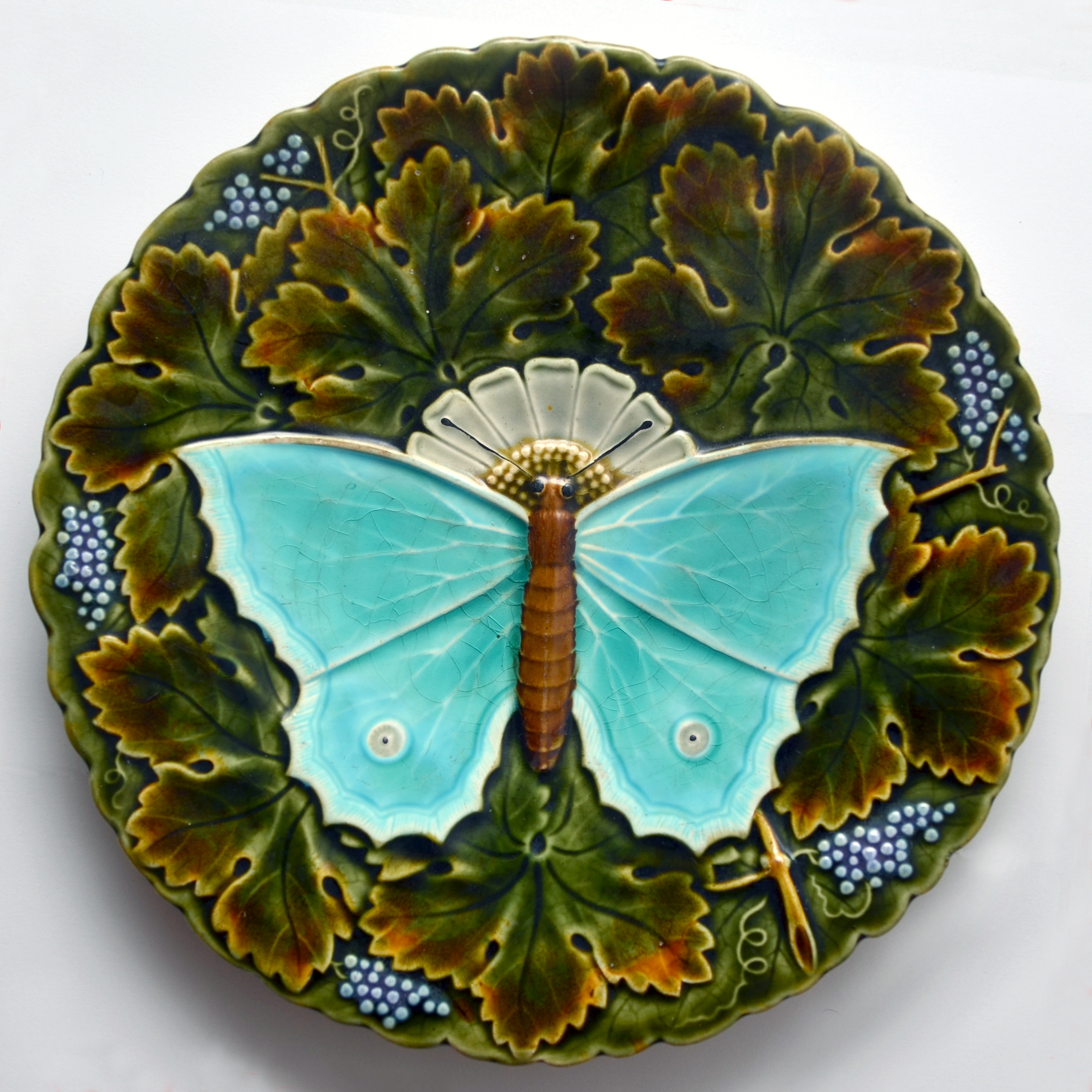
Jeden z talířů vyráběných v Olomučanech na konci 19. století

Po oživení obce zde byla v roce 1666 vybudována sklářská huť, kde se vyrábělo mnoho sklářských výrobků. Výdělky dělníků byly malé a tak došlo k jejímu úpadku a v roce 1712 k úplnému zániku.
V první polovině 18. století v Olomučanech založili Petr Eugen Selb a Carl Gustav Lenk dílnu na výrobu hliněného nádobí. Dílnu v roce 1848 prodali a nový majitel nejdříve pokračoval ve výrobě tzv. hnědého zboží. Ještě před rokem 1871 však začal s výrobou kamenin, sporáků a kamen. V dalších letech byla započata výroba vzácného majolikového zboží. Olomučanská keramika postupně nabývala světového věhlasu. Byla oceněna zlatou medailí ve Vídni a její výrobky jsou umístěny v britském muzeu v Londýně. Krásná práce skutečných lidových umělců, proslavila Olomučany v celé Evropě.
Na začátku 17. století zde bylo 22 domů, z nich byly po třicetileté válce 2 pusté. Roku 1793 tvořilo obec 79 domů s 530 obyvateli. V roce 1846 zde bylo 101 domů se 793 obyvateli. V roce 1900 šlo o 168 domů a 1426 obyvatel.

## Obyvatelstvo
Ke sčítání lidu roku 2011 bylo v obci sečteno 946 občanů se stálým bydlištěm. K prvnímu lednu 2020 obec čítala 1 076 obyvatel. Svého největšího počtu obyvatel od roku 1910 obec dosáhla při Rakousko-Uherském sčítání lidu roku 1910, kdy čítala 1455 obyvatel.
| 1910 | 1921 | 1930 | 1950 | 1961 | 1970 | 1980 | 1991 | 2001 | 2011 | 2020 |
| ---- | ---- | ---- | ---- | ---- | ---- | ---- | ---- | ---- | ---- | ---- |
| 1455 | 1439 | 1286 | 1155 | 1025 | 1013 | 940  | 884  | 883  | 942  | 1076 |

## Pověst

### Mucena
Kdysi býval na Příhonech dvůr, který byl v nejistých dobách vypálen Švédy. Místní obyvatelé se schovali před nepřáteli v lesích, kde byli však prozrazeni dětským pláčem. Všichni byli pobiti, až na rodiny Syrových, Blažiců a Čumů. Ty v lese zdivočely. Když kraj navštívil Maxmilián Lichtenštejn, potkal při honu v lese nahou ženu, jmenovala se Mucena. Proto zde pro ně nechal zbudovat několik stavení s mlýnem, které byly nazvány podle Muceny – Holomuceny, z čehož vznikl současný název obce.

### Olomouc
Další pověst hovoří o to, že do míst, kde se nyní nacházejí Olomučany, přišla z Olomouce skupina drvoštěpů a uhlířů, kteří sem byli posláni na vymýcení zdejších hustých lesů. Mj. dvě zkřížené sekyry jsou na obecní pečeti uváděny již v 18. století.

## Současnost
Mezi nejznámější akce pořádané v obci patří Svatováclavské hody, které probíhají koncem září.

## Pamětihodnosti
- Kostel Božského Srdce Páně – kostel pocházející z konce 30. letech 20. století.
- Čertův hrádek – zřícenina ležící západně od obce.
- Nový hrad – zřícenina hradu založeného v roce 1366. V současné době probíhá její postupná rekonstrukce.
- Starý hrad – zřícenina hradu o jehož minulosti jsou spory. Nedaleko Nového hradu.
- Železniční tunel – poslední z tzv. Blanenských tunelů se zachovalým původním portálem.

## Osobnosti
- Karel Kotas (1894–1973), architekt
- Václav Kyzlink (1917–1991), divadelní a filmový herec
- Jan Kyzlink (1930–1991), operní pěvec

## Galerie

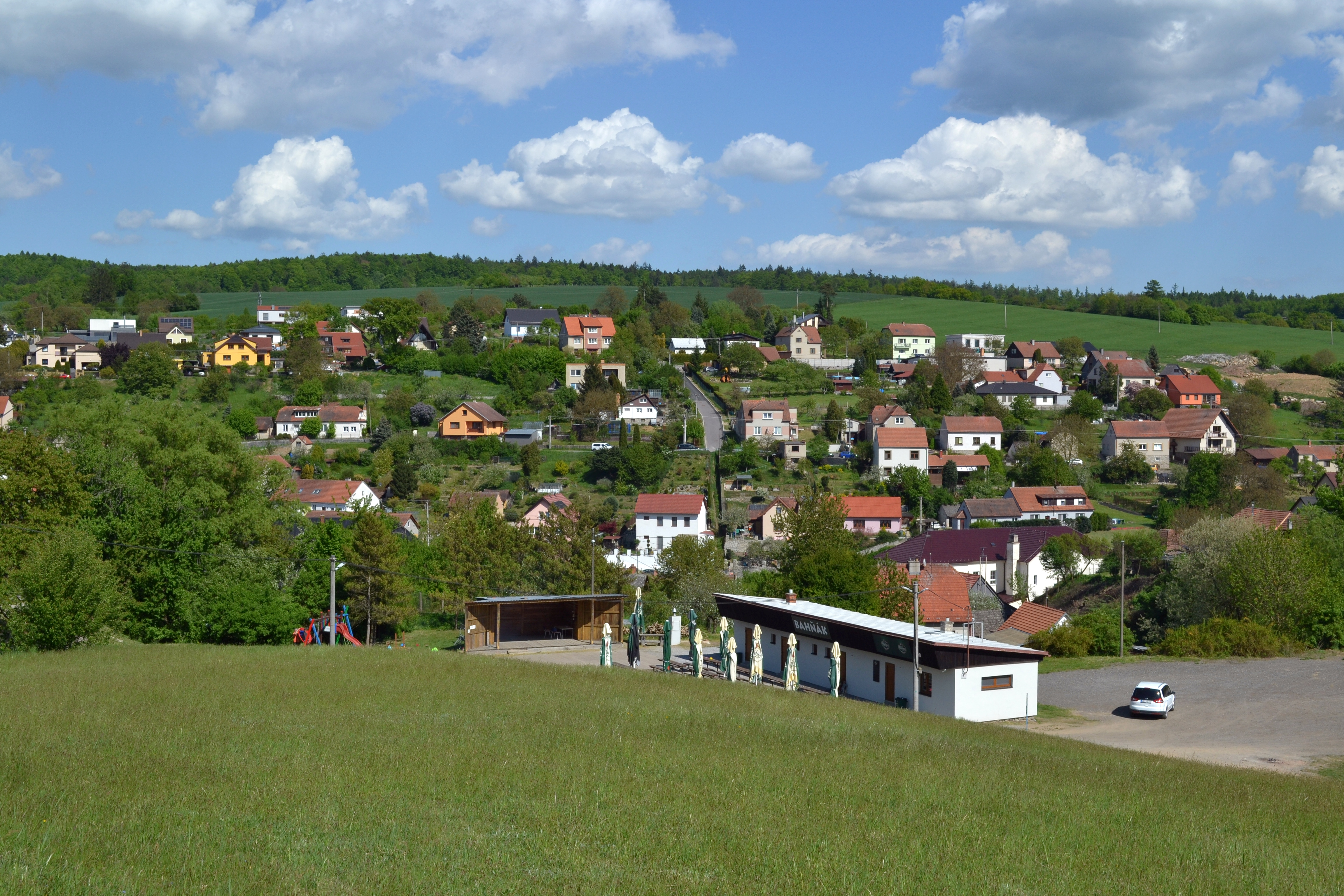
severní část u rybníka Bahňák
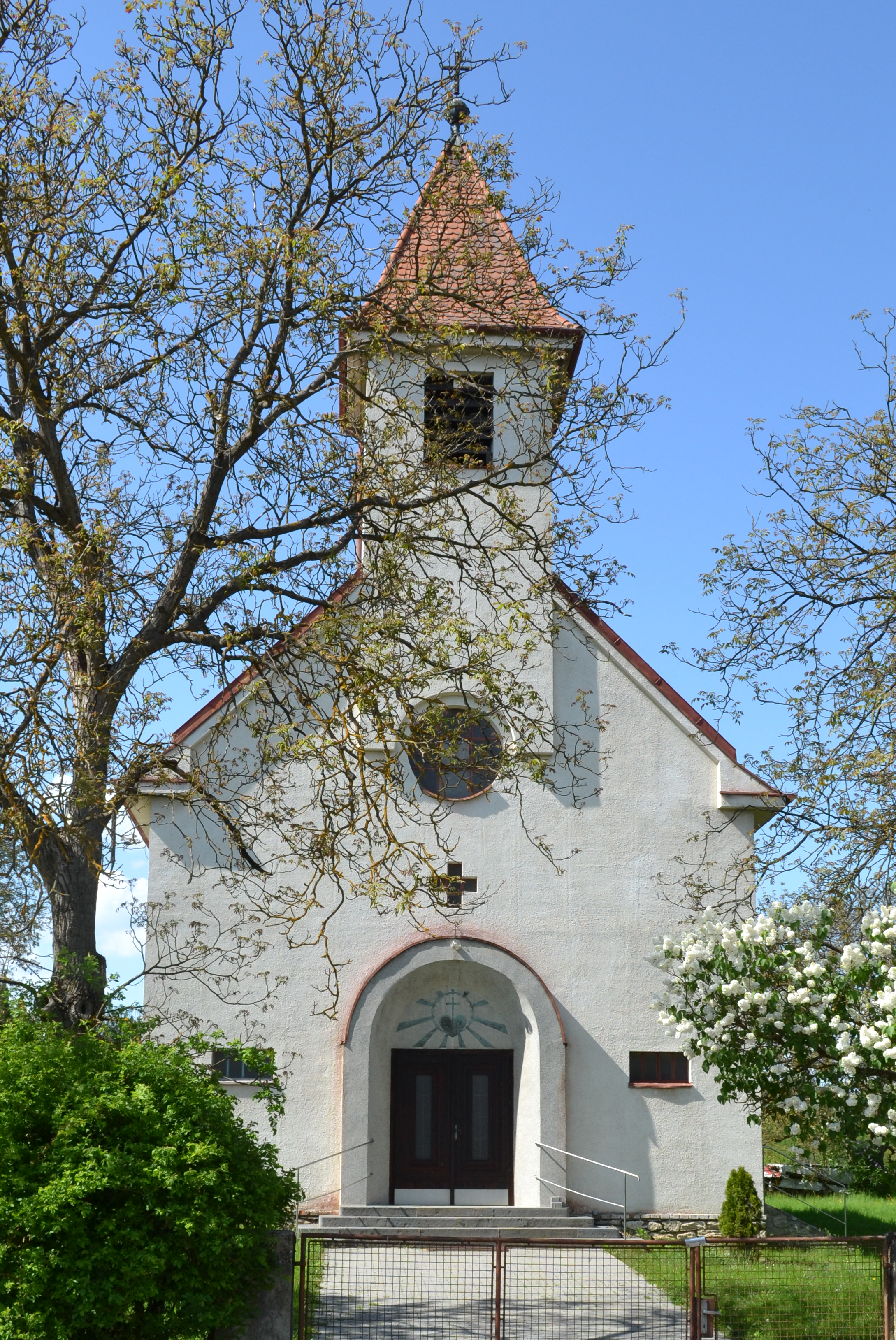
kostel Božského Srdce Páně
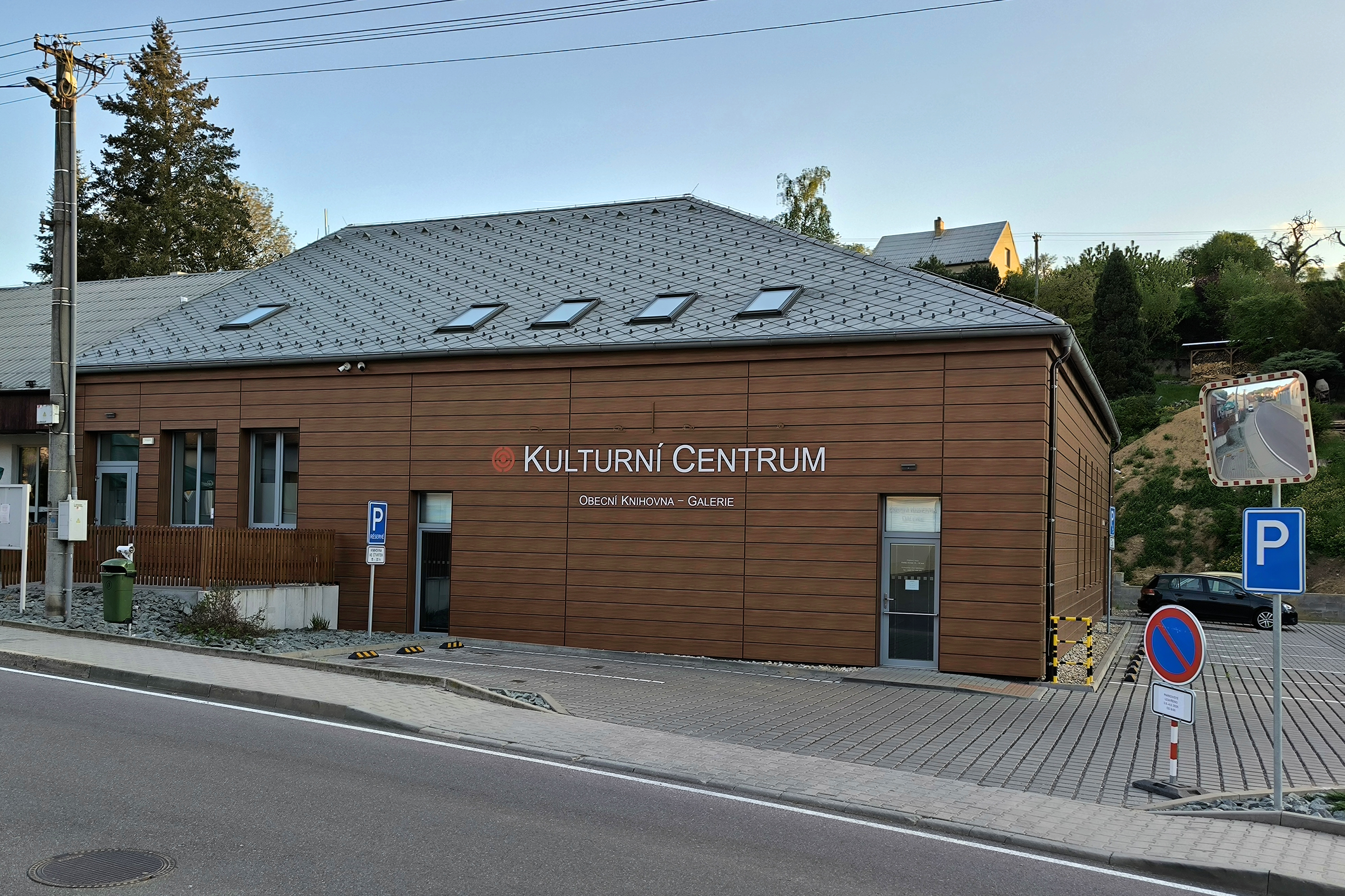
kulturní centrum
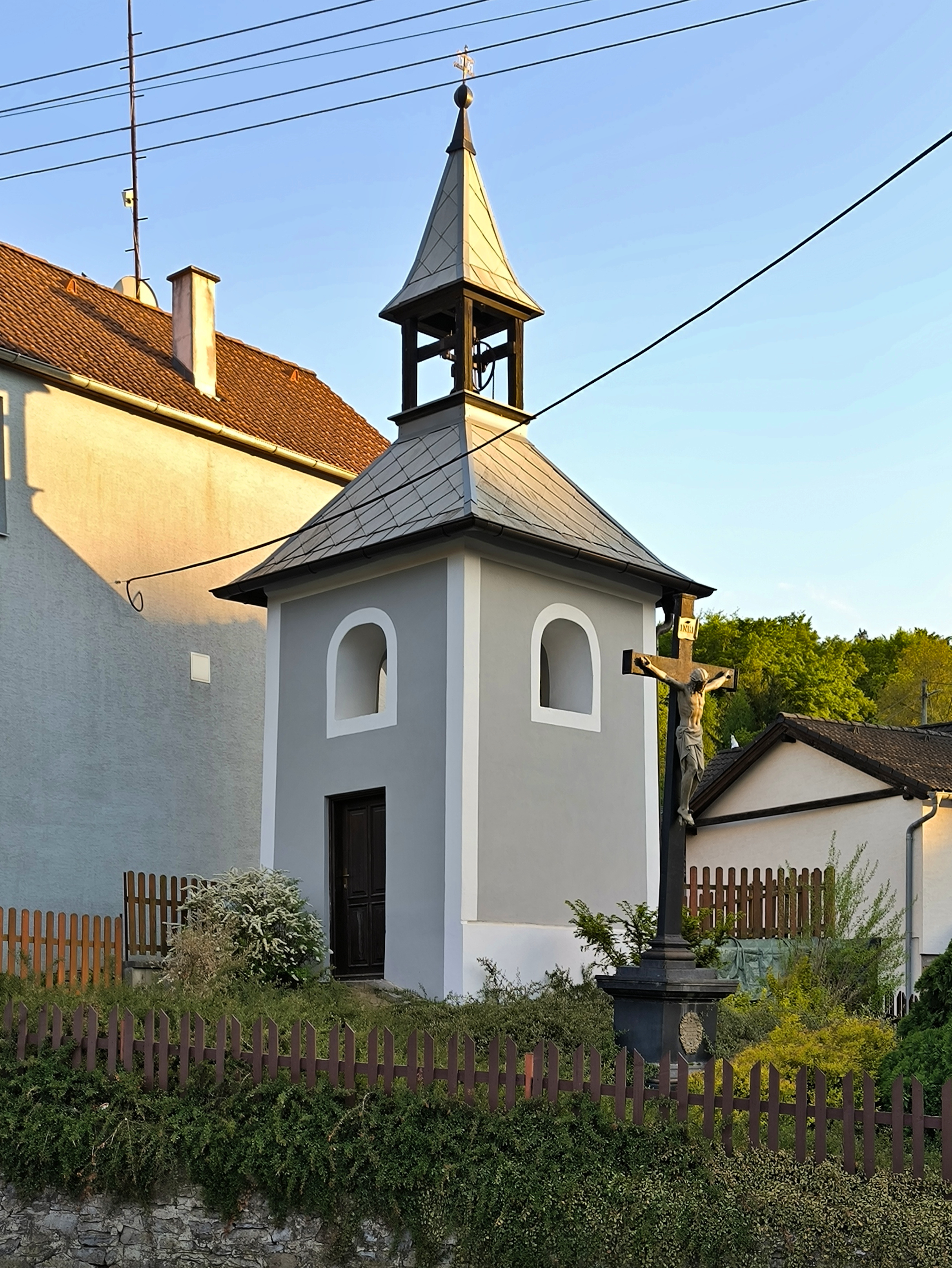
kaple
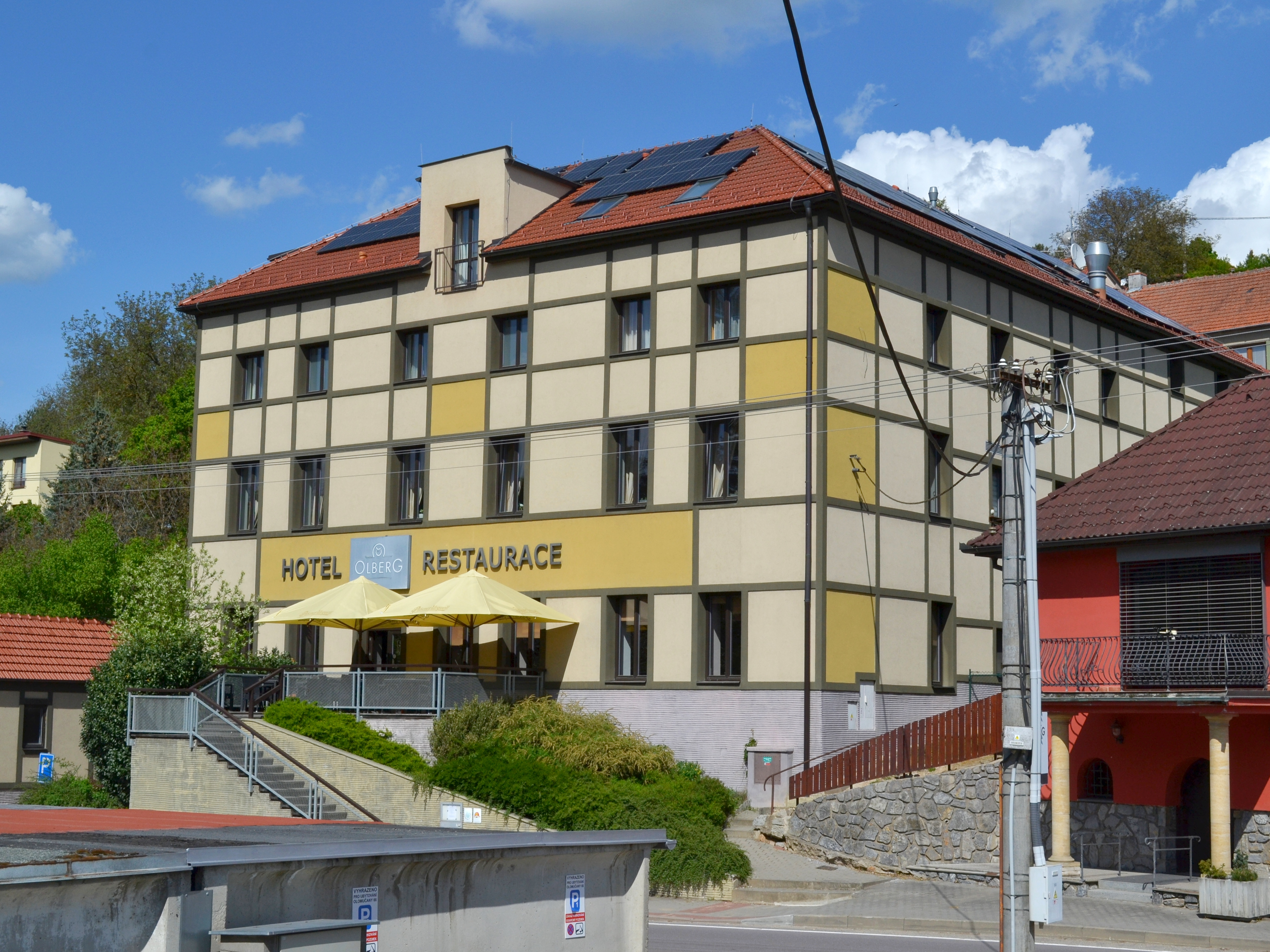
hotel Olberg